# Компанія китайське рагу
Компанія китайське рагу (англ. Chop Suey & Co.) — американська короткометражна кінокомедія режисера Хела Роача 1919 року.

## Сюжет
Гарольда-поліцейського відправляють на службу в Китайський квартал.

## У ролях
- Гарольд Ллойд
- Снуб Поллард
- Бібі Данієлс
- Семмі Брукс
- Воллес Хоу
- Бад Джеймісон
- Ді Лемптон
- Марія Москвіні
- Фред С. Ньюмейер